# Cyrtopholis gibbosa
Cyrtopholis gibbosa là một loài nhện trong họ Theraphosidae.
Loài này thuộc chi Cyrtopholis. Cyrtopholis gibbosa được Pelegrin Franganillo-Balboa miêu tả năm 1936.